# Caninus-Nunatak
Der Caninus-Nunatak ist ein 700 m hoher Nunatak auf der westantarktischen Alexander-I.-Insel. Er ragt östlich des Palindrome Buttress im nördlichen Teil der Walton Mountains auf.
Der British Antarctic Survey tötete und begrub hier neun Schlittenhunde im Zuge einer von 1974 bis 1975 dauernden Feldforschungskampagne. Dieses Ereignis war namensgebend für den Nunatak.